# Diffusione di materia

Diffusione ordinaria di un componente chimico dalla superficie di un solido fino al bulk (la parte del solido abbastanza lontana dalle regioni del solido stesso in cui avvengono gli scambi di materia, quantità di moto e calore, da non percepirne gli effetti) del solido stesso

In chimica e fisica, la diffusione di materia (o semplicemente diffusione) è un particolare fenomeno mediante il quale si ha trasporto di massa.

## Interdiffusione e autodiffusione
Un esempio di diffusione è dato dalla diffusione di un gas in un altro gas o di un liquido in un altro liquido: in questo caso si parla anche di interdiffusione.
Si ha il fenomeno di diffusione anche quando ad esempio, un gas ha densità diversa da un punto all'altro per cui le molecole di gas diffondono attraverso il gas stesso: si parla in questo caso di autodiffusione.

## Classificazione per meccanismo
Esistono più meccanismi responsabili del fenomeno di diffusione; ciascun meccanismo è modellizzato utilizzando differenti modelli matematici (cioè differenti equazioni).
Alcune tipologie di diffusione di materia sono:
- diffusione molecolare
- diffusione di Knudsen
- diffusione superficiale
- flusso idrodinamico
- condensazione capillare
- flusso viscoso.

Inoltre nel caso in cui siano presenti entrambi i meccanismi di diffusione molecolare e diffusione di Knudsen si parla di "diffusione di transizione".

## Classificazione per forza motrice
A seconda della forza spingente che determina la diffusione, questa può essere distinta in:
- diffusione ordinaria: se il trasporto di materia è determinato da un gradiente di concentrazione
- diffusione termica: se il trasporto di materia è determinato da un gradiente di temperatura (Effetto Soret)
- diffusione per effetto della pressione: se il trasporto di materia è determinato da un gradiente di pressione
- diffusione forzata: se il trasporto di materia è determinato da forze di diverso tipo che agiscono sui componenti del sistema.

### Diffusione ordinaria
Un esempio di diffusione ordinaria può aversi in un sistema binario (cioè costituito da due componenti) soluto-solvente (ovvero una soluzione), quando il soluto viene disciolto nel solvente.
Ad esempio si può osservare il fenomeno della diffusione ordinaria introducendo un piccolo cristallo di permanganato di potassio (KMnO4) in un bicchiere contenente acqua. Il permanganato di potassio si comporterà in questo caso da soluto, mentre l'acqua rappresenta il solvente. Il permanganato di potassio, inizialmente solido, sciogliendosi nell'acqua assume una colorazione rossastra, più intensa (rosso vivo) nelle zone in cui è presente con una concentrazione più alta e meno intensa (rosata) nelle zone in cui è presente con una concentrazione minore.

Si osserva sperimentalmente che la macchia rossa si allarga gradualmente nel tempo, e con essa la zona colorata di rosso meno intenso che la circonda: a poco a poco la differenza fra le due diminuisce fino a che la soluzione assume un colore rosato uniforme. Dal punto di vista fisico, si è avuto un fenomeno di diffusione dalla zona a concentrazione maggiore alle zone circostanti a concentrazione minore, ovvero si è in presenza di diffusione ordinaria.

Il tempo necessario perché la soluzione assuma un colore uniforme dipende dalla velocità di diffusione, ovvero dal coefficiente di diffusione del soluto nel solvente.

### Diffusione ai lati di una membrana

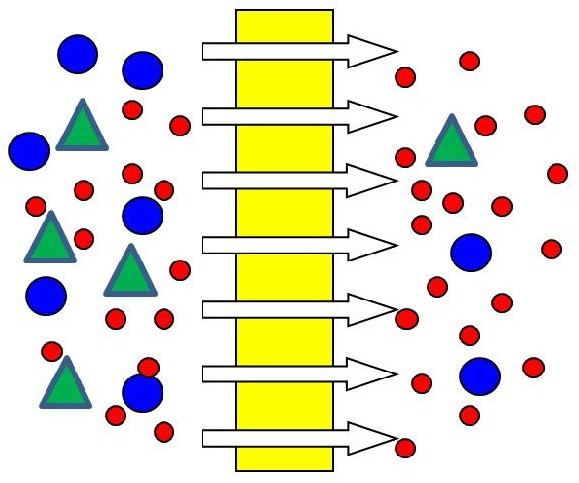
Schematizzazione del processo di diffusione ai lati di una membrana: a sinistra si ha una concentrazione di soluti maggiore, a destra una concentrazione di soluti minore, per cui la diffusione ordinaria di soluto (cioè in assenza di altre forze spingenti oltre al gradiente di concentrazione) avviene da sinistra verso destra. Se il soluto non può passare si ha una diffusione del solvente verso sinistra.

Se la concentrazione di massa ai lati di un setto poroso è disuniforme (ovvero se si ha un gradiente di concentrazione), l'eccesso di massa diffonde spontaneamente dalla regione a concentrazione maggiore a quella a concentrazione minore.

## Trattazione teorica
Nel caso dell'autodiffusione molecolare ordinaria si può calcolare il numero di molecole che diffondono attraverso una superficie in un intervallo di tempo, ovvero il flusso di molecole. Sia {\displaystyle \operatorname {d} ^{3}N} il numero di molecole che attraversa la superficie {\displaystyle \operatorname {d} x\,\operatorname {d} y} nella direzione z nel tempo {\displaystyle \operatorname {d} t}:
{\displaystyle \operatorname {d} ^{3}N=-D{\frac {\operatorname {d} n}{\operatorname {d} z}}\operatorname {d} x\,\operatorname {d} y\,\operatorname {d} t}
dove:
- {\displaystyle {\frac {\operatorname {d} n}{\operatorname {d} z}}} è il gradiente di concentrazione;
- n è il numero di molecole per unità di volume, quindi la densità o concentrazione lungo l'asse z;
- D è una costante detta coefficiente di diffusione di materia.

Quindi la diffusione ordinaria è presente quando vi è un gradiente di concentrazione diverso da zero. Se la temperatura è costante, le molecole hanno la stessa energia, quindi il gradiente di concentrazione equivale all'esistenza di un gradiente di pressione (parziale nel caso di interdiffusione di gas).

## Effetto della temperatura
La diffusione è associata al moto casuale delle specie chimiche dovuto all'agitazione termica.
All'aumentare della temperatura il fenomeno dell'agitazione termica è più evidente, per cui il fenomeno della diffusione è agevolato.